# برتا نوردنسون
برتا نوردنسون (انگلیسی: Bertha Nordenson; ۲۵ سپتامبر ۱۸۵۷ – ۲۴ ژانویهٔ ۱۹۲۸) فعال حقوق زنان، و فعال حق رأی اهل سوئد بود.
در اواخر دههٔ ۱۸۸۰، برتا نوردنسون به پشتیبانی از رهایی زنان پرداخت و به عضویت «انجمن حقوق مالکیت زنان متأهل» (Föreningen för gift kvinnas äganderätt) درآمد و سپس به عضویت هیئت‌مدیرهٔ آن برگزیده شد. پس از آنکه این انجمن در انجمن فردریکا برمر (Fredrika Bremer Förbundet) ادغام شد، نوردنسون به کمیتهٔ دائمی مربوط به وضعیت حقوقی زنان پیوست و بعدها به عضویت هیئت‌مدیرهٔ این انجمن نیز درآمد. در نتیجه، او به یکی از اعضای تأثیرگذار شورای ملی زنان سوئد (Svenska kvinnors nationalförbund) نیز بدل شد. نوردنسون که علاقهٔ فراوانی به مراقبت‌های پزشکی داشت، از سال ۱۹۰۸ ریاست «انجمن مراقبت پزشکی در خانه برای خانواده‌های فقیر» (Föreningen för sjukvård i fattiga hem) را برعهده گرفت. به پاس خدمات گسترده‌اش به صلیب سرخ سوئد، مدال طلای این انجمن به وی اهدا شد.

## زندگی‌نامه
برتا هریت نوردنسون در ۲۵ سپتامبر ۱۸۵۷ در لندن به دنیا آمد. او یکی از پنج دختر صنعت‌گر چوب و آهن، یوهان گوستاف کارل پونتوس کلمان (۱۸۱۷–۱۹۰۳) و همسرش برتا آمالیا هیرتا (۱۸۳۶–۱۹۲۶) بود. در سال ۱۸۸۲، با چشم‌پزشک برجسته، اریک ویلهلم نوردنسون (۱۸۴۷–۱۹۱۹) ازدواج کرد و حاصل این ازدواج پنج فرزند بود. او که در خانواده‌ای مرفه در لندن، پاریس و جنوب فرانسه پرورش یافته بود، تحصیلات خوبی دریافت کرد و به زبان‌های انگلیسی، فرانسوی و آلمانی تسلط یافت. او تعطیلات خود را اغلب نزد پدربزرگ و مادربزرگ مادری‌اش، ناشر روزنامه لارش یوهان هیرتا و همسرش ویلهلمینا، در سوئد می‌گذراند که نقش مهمی در تسلط او به زبان سوئدی داشتند.

## فعالیت حرفه‌ای
پس از زندگی در پاریس، این زوج زمانی که برتا سی ساله بود به سوئد بازگشتند و در استکهلم ساکن شدند. در کنار تربیت فرزندان، برتا به‌تدریج در کنار شماری از بستگان زن خود در مبارزه برای آزادی زنان فعال شد. او به‌ویژه عضو فعال «انجمن حقوق مالکیت زنان متأهل» (Föreningen för gift kvinnas äganderätt) بود که توسط عمه‌اش، اصلاح‌طلب حقوق زنان آنا هیرتا-رتزیوس تأسیس شده بود. پس از ادغام این انجمن در انجمن فردریکا برمر (Fredrika Bremer Förbundet)، نوردنسون به کمیته دائمی وضعیت حقوقی زنان پیوست و بعدها به عضویت هیئت‌مدیره انتخاب شد. در این سمت، یکی از امضاکنندگان طومار حق رأی زنان بود که در سال ۱۸۹۹ به پادشاه ارائه شد.
از اواخر دههٔ ۱۸۸۰، او از رهایی زنان حمایت می‌کرد و ابتدا به عضویت و سپس به هیئت‌مدیرهٔ «انجمن حقوق مالکیت زنان متأهل» درآمد. با ادغام این انجمن در «انجمن فردریکا برمر»، نوردنسون در کمیتهٔ دائمی وضعیت حقوقی زنان عضویت یافت و بعدها به عضویت هیئت‌مدیره درآمد. در نتیجه، او به یکی از مشارکت‌کنندگان مهم شورای ملی زنان سوئد (Svenska kvinnors nationalförbund) تبدیل شد. او همچنین همراه با دخترخاله‌اش الن کلمن، عضو فعال انجمن ملی حق رأی زنان (سوئد) بود. در همین راستا، در سال ۱۹۱۱ به سازمان‌دهی ششمین کنفرانس اتحاد بین‌المللی حق رأی زنان که در استکهلم برگزار شد، کمک کرد. نوردنسون از سال ۱۹۲۱ تا ۱۹۲۷ که به دلیل بیماری کناره‌گیری کرد، ریاست شورای ملی زنان سوئد را بر عهده داشت.
از سال ۱۹۰۸، او ریاست «انجمن مراقبت پزشکی در منازل فقرا» (Föreningen för sjukvård i fattiga hem) را بر عهده گرفت و علاقه‌مند به موضوع بهداشت و درمان بود. به‌خاطر خدمات گسترده‌اش به صلیب سرخ سوئد، مدال طلای این انجمن به او اهدا شد.
برتا نوردنسون در ۲۴ ژانویه ۱۹۲۸ در استکهلم درگذشت.